# Scrobigera
Scrobigera é um gênero de traça pertencente à família Arctiidae.